# Yoshiwara (Film)
Yoshiwara ist ein französischer Spielfilm aus dem Jahre 1937 von Max Ophüls. Die Hauptrollen spielen Pierre Richard-Willm, Sessue Hayakawa und Michiko Tanaka. Der Geschichte liegt ein Roman von Maurice Dekobra zugrunde.

## Handlung
Tokio im Jahr 1860. Yoshiwara ist der Name des Vergnügungsviertels der japanischen Hauptstadt, wo sich die nachfolgenden Ereignisse zutragen. Leutnant Sergej Poljenow hat sich im Auftrag seiner Regierung in St. Petersburg hier eingetroffen. Im Namen des Zaren soll er Spionagedienste ableisten. Tatsächlich gerät er in Besitz geheimer Dokumente, für die sich aber auch die japanische Gegenspieler interessiert. In Yoshiwara verrichtet auch die „Liebesdame“ Kohana ihre Dienste; sie wurde von ihrer Familie dazu genötigt, als Geisha zu arbeiten, um den väterlichen Erbteil, der in Gefahr geraten ist, zu sichern.
Eines Tages begegnen sich der Fremde aus Russland und die zarte Prostituierte wider Willen und verlieben sich prompt ineinander. Dies aber missfällt dem eifersüchtigen und missgünstigen Kuli Isamo sehr, und so verrät er die beiden an die japanischen Behörden. Prompt kommt es zu einem tödlich endenden Drama. Sergej und Kohana versuchen zu fliehen, doch weit kommen sie nicht. Der mittlerweile verwundete russische Leutnant stirbt an Erschöpfung, und Kohana gerät in die Hände ihrer eigenen Landsleute. Wegen Verrats am Vaterland wird die Geisha standrechtlich erschossen.

## Produktionsnotizen
Yoshiwara wurde am 22. Oktober 1937 uraufgeführt und gilt als Ophüls’ größter finanzieller Erfolg im Vorkriegs-Frankreich. In Deutschland lief der Film lediglich im Fernsehen am 23. September 1990 auf WDR 2 als Original mit Untertiteln an.
Die Filmbauten entwarfen die beiden Brüder André Barsacq und Léon Barsacq, die Kostüme Laure Lourié. Ralph Baum diente Ophüls als Regieassistent. Jacqueline Audry war Scriptgirl.
Hauptdarstellerin Michiko Tanaka, die die Geisha spielte, heiratete zwei Jahre später den deutschen Filmschauspieler Viktor de Kowa.

## Reaktionen
Die offizielle, japanische Kritik an diesem Film war heftig, besonders aufgrund der Darstellung der Freudenhäuser und der Prostitution in diesem Land. Der Bannstrahl seitens staatlicher Behörden traf vor allem die beiden japanischen Co-Stars Hayakawa und Tanaka, die als Verräter am eigenen Land gebrandmarkt wurden.

## Kritik
Im Lexikon des Internationalen Films heißt es: „Ein mit bescheidenen, aber effektvoll eingesetzten Mitteln inszeniertes Melodram in Reinform, das von der französischen Kritik vielfach belächelt wurde. Im Rahmen des Werkes von Ophüls ist der Film dennoch als ästhetischer Überlebensversuch des Regisseurs im Exil bemerkenswert.“